# Casa Dorda

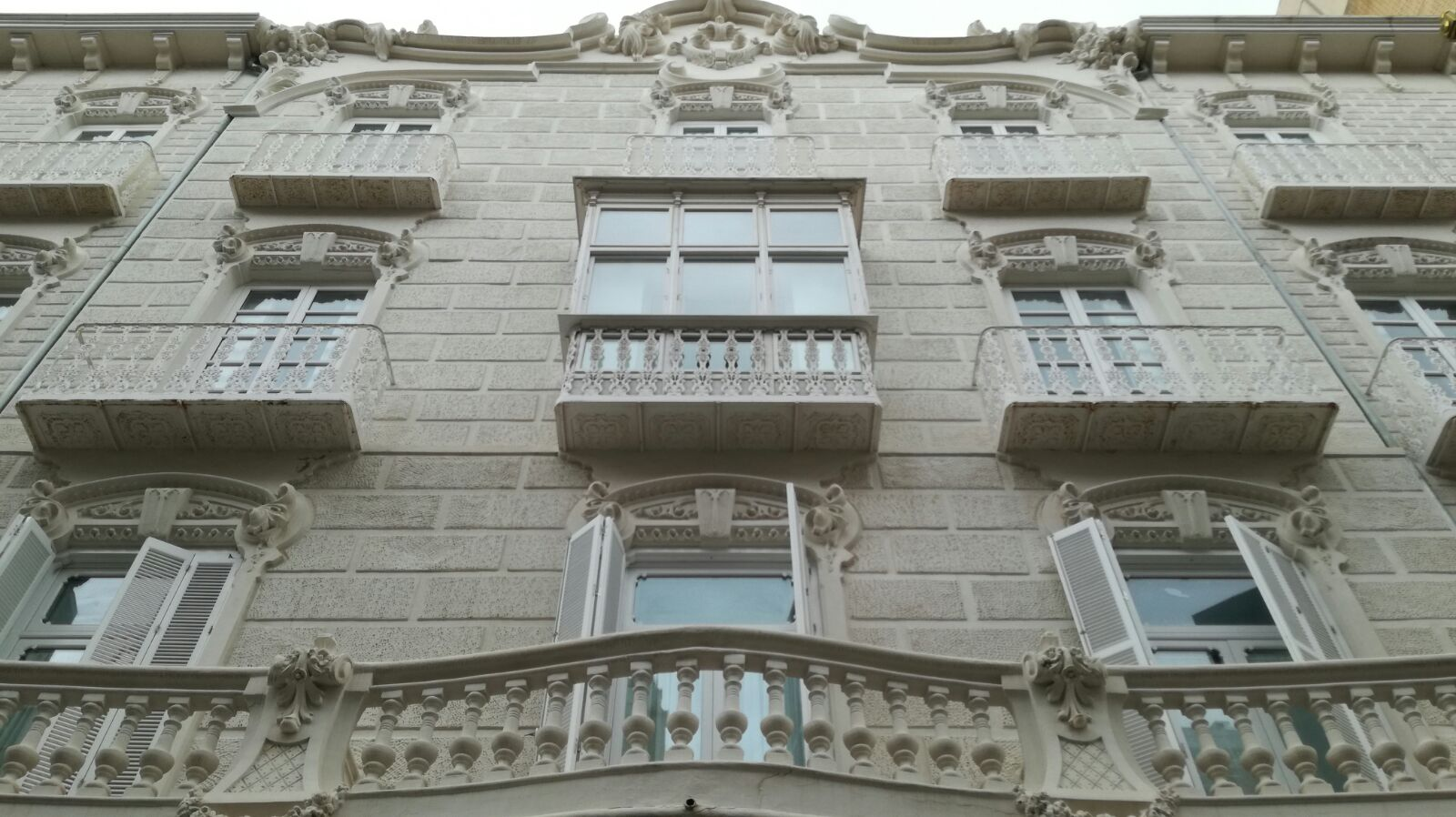
Fachada principal.

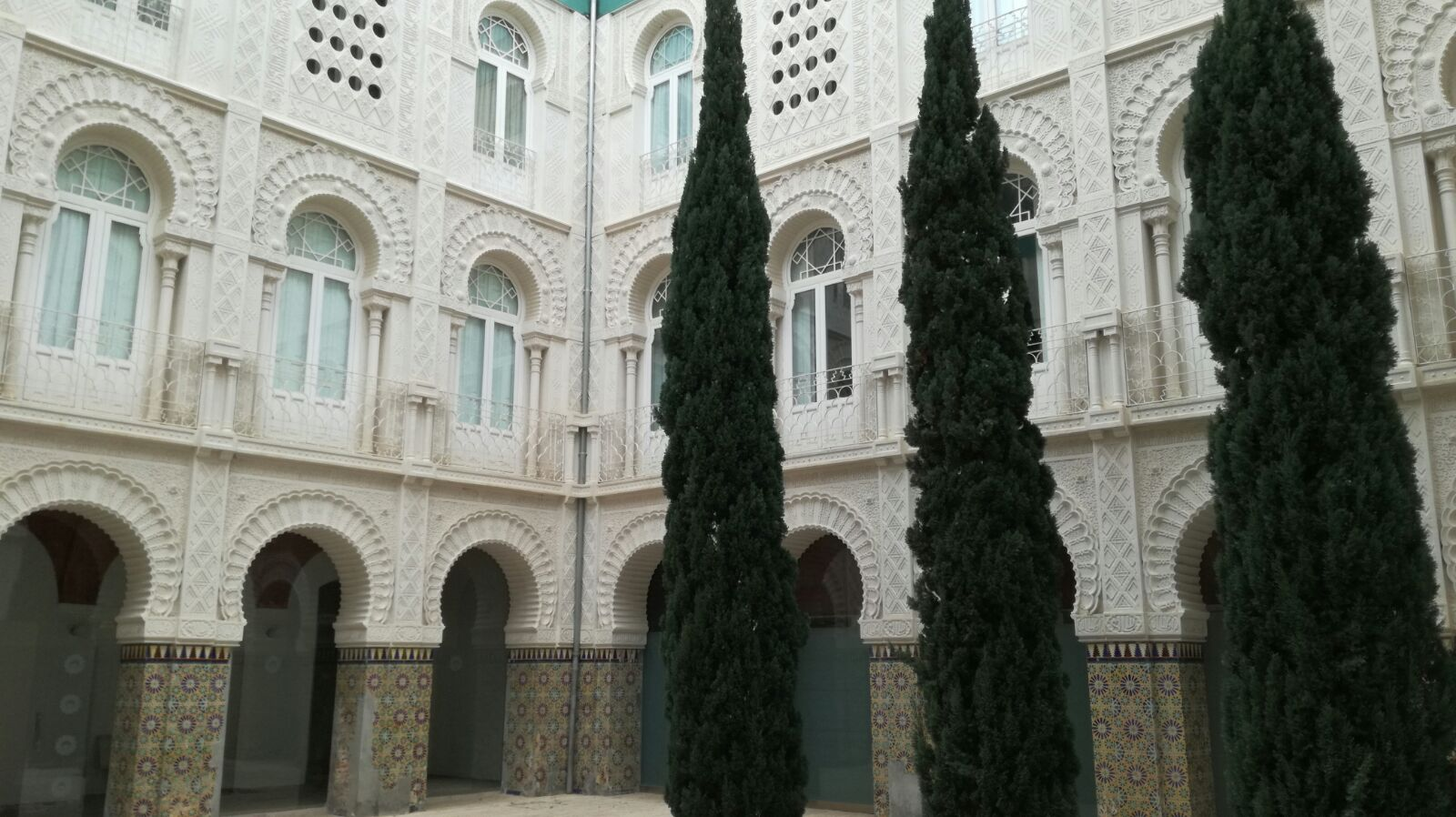
Patio interior.

La Casa Dorda es un edificio modernista construido en el año 1908. Se encuentra situado entre la Calle del Carmen y Jabonerías en pleno casco histórico de la ciudad de Cartagena (Murcia). Fue construido por el arquitecto catalán Víctor Beltrí.

## Historia
En 1908 Víctor Beltrí, en plena madurez artística y profesional, recibe el encargo de reforma del edificio que la rica familia minera Dorda poseía entre la Calle del Carmen y Jabonerías. Estas calles formaban parte del “Arrabal de San Roque” que tras la construcción a finales del siglo XVIII del Convento de los Carmelitas Descalzos pasó a denominarse “Barrio del Carmen”.
La planta de la vivienda se estructura en torno a un patio central al que se agregan dos menores con los que comunican diversas habitaciones. El patio central es, según el escultor y restaurador Pérez Rojas, de estilo arábigo español; y las columnas de estilo nazarí. De inspiración islámica también son su forja así como la fuente trilobulada.

## Arquitectura
La fachada de inspiración barroca está rematada con superficies curvas adornadas con grandes molduras y motivos florales. El interior del edificio es de estilo nazarí con techos suntuosos, pavimentos decorados y cuenta con un patio árabe con arcos de herradura y muros de singular decoración geométrica, así como una fuente central rodeada de jardincillos de estilo nazarí.

## Rehabilitación

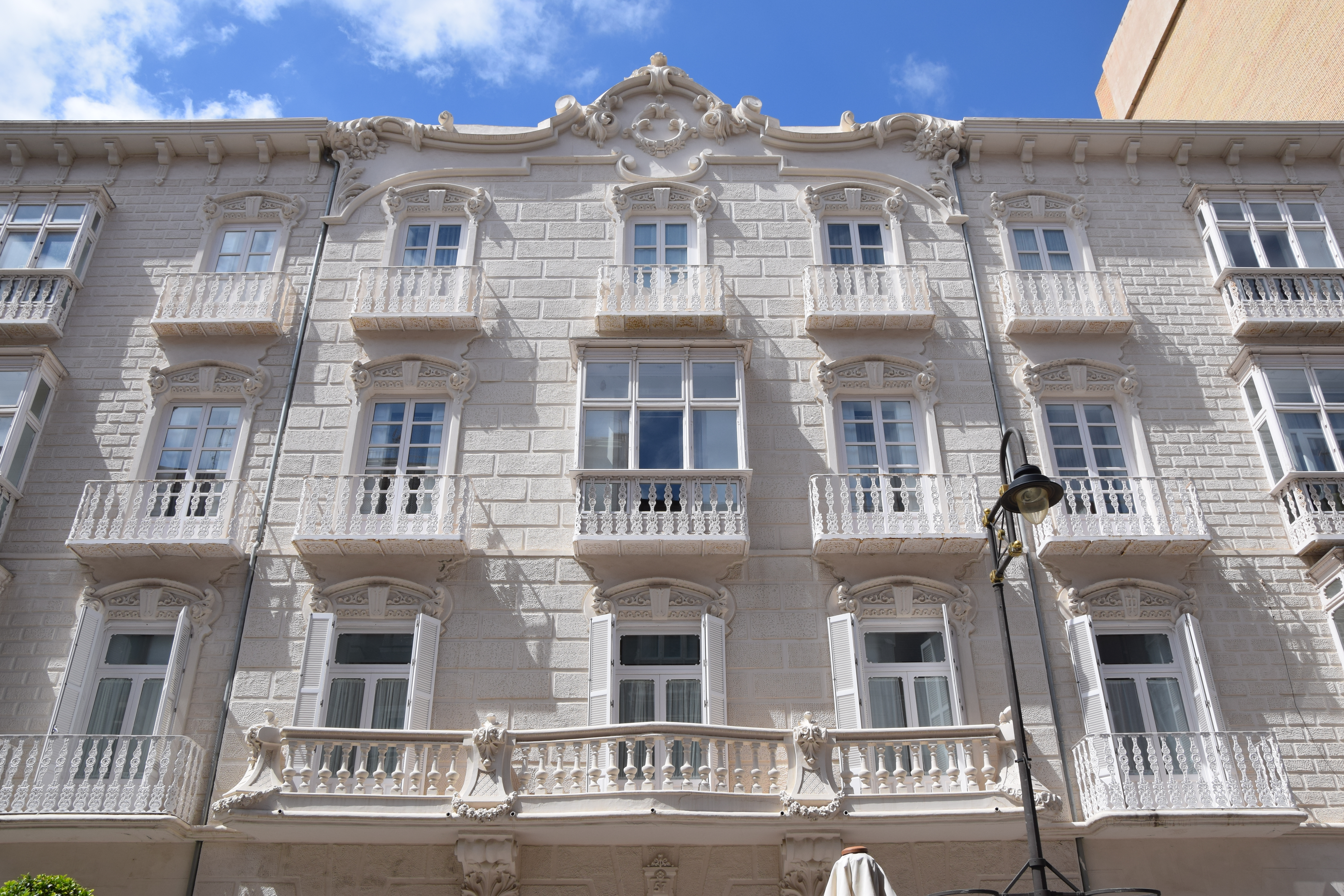
Detalle del centro de la fachada principal

El proyecto de rehabilitación fue realizado por los arquitectos Martín Lejárraga y Antonio Pérez. Se quiso recuperar el edificio, que carecía de atención y mantenimiento. Por ello, se llevó a cabo su rehabilitación. Su objetivo esta vez sería rehabilitar el inmueble y habilitar viviendas, oficinas, junto con los aparcamientos subterráneos correspondientes.
El proyecto contemplaba la construcción de un edificio nuevo y un sótano de tres plantas en la parte trasera del edificio, junto a la Calle Jabonerías. La fachada que da a la Calle del Carmen sería respetada, así como su estructura interna.